# إعح
إعح (باللغة المصرية: 𓇋𓂝𓎛𓇹، باللغة القبطية: ⲟⲟϩ
) هو إله القمر في الدين المصري القديم. كلمة إعح تعني ببساطة "القمر". يمكن نطق الاسم أيضًا ياح، إياح.

## العبادة
بحلول عصر الدولة الحديثة (القرن السادس عشر إلى القرن الحادي عشر قبل الميلاد) كان أقل شهرة من الآلهة الأخرى ذات الصلة بالقمر، مثل تحوت وخنسو. نتيجة للارتباط الوظيفي بينهما، يمكن أن يُعرف بأي من هذين الإلهين.
أحيانا ما يُعتبر إعح شكلًا بالغًا لخنسو وقد تم دمجه تدريجيًا معه. لكنه استمر في الظهور في التمائم وتمثيلات أخرى متفرقة، مشابهًا لخنسو في المظهر، مع نفس الرموز القمرية على رأسه وأحيانًا نفس الملابس الضيقة. لكنه يختلف عنه في ارتداء شعر مستعار كامل بدلاً من ضفيرة الطفولة الجانبية، وأحيانًا تاج الـأتف يعلوه رمز آخر. مع مرور الوقت، أصبح إعح يُعرف باسم "إعح چموتي"، بمعنى "إله الهلال". في هذا الدور، اتخذ إعح الصفات القمرية من تحوت (المعروف أيضًا باسم چحوتي)، الذي كان إله المعرفة والكتابة والحساب. كما استخدمت أجزاء القمر كرموز رقمية لتمثيل الكسور في الكتابة.
تم دمج إعح أيضًا مع أوزوريس، إله الموتى، ربما لأن القمر في دورته الشهرية يبدو كأنه يجدد نفسه.